# Gračac Slavetićki
Gračac Slavetićki – wieś w Chorwacji, w żupanii zagrzebskiej, w mieście Jastrebarsko. W 2011 roku liczyła 5 mieszkańców.